# Quinault (Washington)
Quinault es un área no incorporada ubicada en el condado de Grays Harbor en el estado estadounidense de Washington.

## Geografía
Quinault se encuentra ubicado en las coordenadas 47°28′1″N 123°50′43″O / 47.46694, -123.84528.